# Exochus jacintus
Exochus jacintus là một loài tò vò trong họ Ichneumonidae.